# Ismailiți
Ismailiții (arabă: اسماعيلية - ismā´īlīya) fac parte din cea de-a doua comunitate majoră șiită, după duodecimani. Secta ismailită s-a divizat la rândul ei în mai multe ramuri majore și grupuri minore în decursul unei istorii complexe care datează încă de la mijlocul secolului al VIII-lea. Numele lor provine de la Ismā´īl (arabă: اسماعيل), (cca. 721-755), fiul cel mare al lui Ja’far as-Sadiq (699-765), al VI-lea imam șiit, care este moștenitorul de drept al imamatului, și nu fiul cel mic al lui Ja’far as-Sadiq, care se numea Musa al-Kazim (cca. 745-799), considerat al șaptelea imam de către șiiții duodecimani . Astfel, ismailiții îl consideră pe Isma'il, ca și pe fiul său, Muhammad, cel de-al șaptelea imam văzut, iar din acest motiv ei mai sunt numiți și „septimani” (arabă: سبعية sab’iyya).

Încadrarea subsectelor ismailite

## Istoric
Conform majorității surselor, atât ismailite cât și non-ismailite, imamul as-Sadiq l-a desemnat inițial pe Isma'il, ca fiind succesorul la conducerea poporului. Nu există nici un dubiu privind istoricitatea acestei desemnări, care se află la baza doctrinei sectei ismailite. Conflictul a apărut în contextul în care fiul, Isma'il, a decedat înaintea tatălui iar ceilalți frați au ridicat pretenții la revendicarea dreptului la succesiune, drept care nu le-a fost acordat în timpul vieții lui Ja'far as-Sadiq. După moartea acestuia, trei dintre ceilalți fii și-au cerut dreptul simultan, fapt care a dus la divizarea șiismului în șase grupuri, două dintre ele fiind identificate ca secte ismailite timpurii.
Majoritatea comunității șiite l-a recunoscut pe fratele cel mai în vârstă al lui Isma'il, 'Abd Allah al-Afṭaḥ, ca fiind noul lor imam, aceștia au devenit cunoscuți sub numele de aftahiyya. După mortea lui 'Abd Allah al-Afṭaḥ majoritatea susținătorilor săi s-au îndreptat către fratele vitreg, Musa al Kazim, considerat cel de-al șaptelea imam al duodecimanilor, față de care își exprimaseră deja supunerea.
Grupurile ismailite timpurii, care s-au desprins din duodecimani abia după moartea lui Ja'far as-Sadiq, și care l-au susținut pe Isma'il și fiul său, Muhammad, au prins viață ca facțiuni proismailite sau protoismailite. Grupul protoismailit a negat moartea lui Isma'il în timpul vieții tatălui său și au continuat susținând ca Ismail este adevăratul imam după as-Sadiq și că se va întoarce în cele din urmă ca mahdi. Al doilea grup, proismailit, afirmă moartea lui Isma'il în timpul vieții tatălui său și îl recunosc pe fiul său, Muhammad, ca imam. Proismailiții consideră ca imamul as-Sadiq l-a desemnat personal pe Muhammad ca succesorul de drept al lui Isma'il, după moartea tatălui său. Grupul proismailit este cel care a evoluat și s-a perpetuat de-a lungul secolelor, devenind o singură grupare, cea de azi, a ismailiților.

## Clasificarea subsectelor

### Ismailiții fatimizi

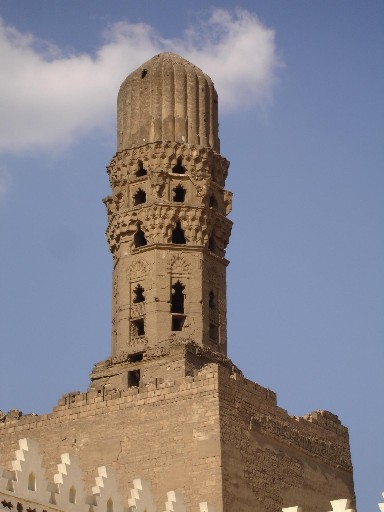
Moscheea Al-Hakim, Cairo, Egipt; denumită după al VI-lea calif fatimid

Detalii despre viața și cariera lui Muhammad Ibn Ismail nu se cunosc, însă el este inițiatorul perioadei de conciliere (dawr as-Satr) a ismailismului timpuriu care a durat până la fondarea Califatului Fatimid, când imamii ismailiți au preluat conducerea, sub titlul de califi.
După mai bine de un secol de la decesul lui Muhammad, un grup dintre descendenții săi au complotat pentru crearea unei mișcări revoluționare împotriva abbasizilor. Scopul acestei mișcări a fost acela de a instala imamatul ismailit al descendenților familiei Profetului Muhammad într-un nou califat care să conducă întreaga comunitate musulmană. Mesajul avea să fie răspândit de către o rețea de misionari (da'is), care acționau în secret pentru a scăpa de persecuțiile abbasizilor. 'Abdallāh, primul lider al acestor misionari, și-a organizat propaganda (da̒ wa - arabă:دعوة) în jurul acelei comunități ismailite timpurii, fiind cel care a dat forma finală sistemului politico-religios al ismailiților. Propaganda a început la reședința sa din Basra și apoi din Salamaya (nordul Siriei).
Rezultatele liderului 'Abdallāh și ale succesorilor săi, s-au remarcat în anul 870, când numeroși misionari au apărut în sudul Irakului și regiunile adiacente sub conducerea lui Hamdan Qarmat. „Misiunea ismailită” a continuat și în alte regiuni precum: Yemen, Egipt, Bahrain, Persia și alte regiuni din Africa de Nord. În anul 899, curând după ce 'Abdallāh al-Mahdi, viitorul calif fatimid, a succedat la conducerea din Salamaya, ismailismul a suferit o nouă schismă majoră.
Astfel, reforma doctrinală a lui 'Abdallāh a împărțit mișcarea ismailită în două facțiuni rivale, prima facțiune compusă în principal din isamailiții din zona Yemenului, Egiptului, Nordul Africii a recunoscut continuitatea imatului și faptul ca Abdallāh și strămoșii lui sunt imamii de urmat, iar cea de a doua facțiune condusă de Hamdan Qarmat și viitorii qarmați. Abdallāh al-Mahdi decedat în anul 934 a fost primul calif-imam fatimid, succesorii săi au condus un stat important care avea să devină curând un imperiu ce s-a întins din nordul Africii până în Egipt, Palestina și Siria. Perioada fatimidă a fost de asemenea, perioadă de glorie a ismailisimului când gândirea ismailită, literatura și activitățile misionare și-au atins apogeul, fulminând cu fondarea orașului Cairo (969). În nordul Africii misionarul Abu Abdallah As-Si'y (ar  )(decedat în 911) și-a răspândit propaganda printre berberii din Maroc și astfel a pus bazele dinastiei fatimide în anul 909.

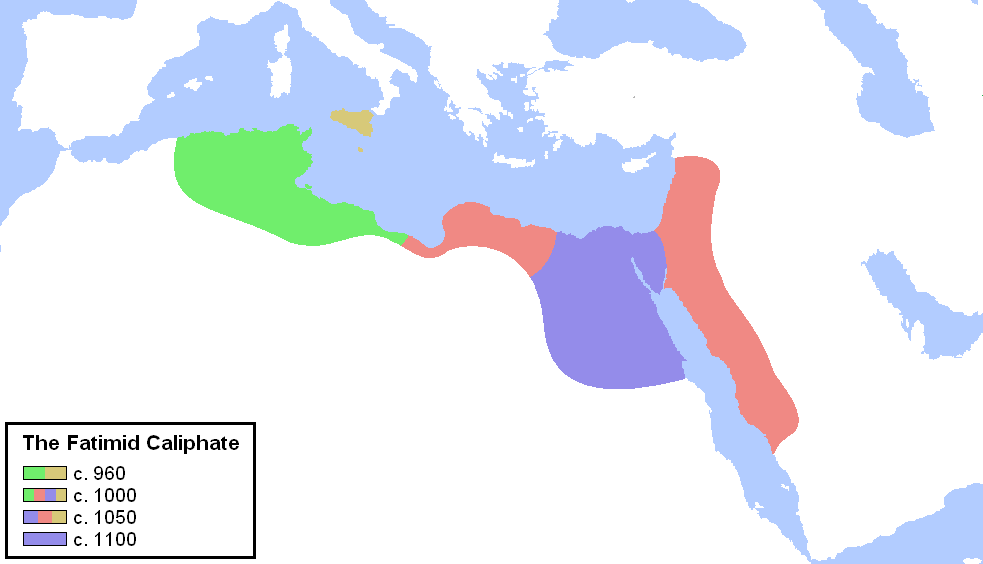
Califatul Fatimid în perioada sa de glorie.

„Misiunea fatimidă” se preocupa în special cu educarea noilor convertiți la doctina ismailită, cunoscută sub numele de înțelepciune (hikma, حكمة ), în acest sens se organizau o serie de lecturări, în special concepute ca „sesiuni ale înțelepciunii” (majalis al-hikma). Însă, misiunea fatimidă a avut cel mai mare succes în afara domeniilor fatimide, în special în Yemen și Asia Centrală.

### Qarmații
Qarmații (qarāmiṭa - قرا مطة) fac parte dintr-o subsectă ismailită al căror nume este legat de fondatorul sectei, irakianul Hamdan Qarmat și care au ajuns să controleze zone extinse în Arabia și Bahrain. Misionarul fatimid 'Abdallāh găsește un prozelit foarte zelos în persoana lui Hamdan Quarmat, țăran irakian. În 890 întemeietorul sectei construiește lângă Kufa, Dar al-hijra „refugiul pentru imigranți”, care va deveni sediul noii mișcări. Numărul membrilor crește odată cu prozelitismul în rândul nabateenilor, țăranilor, meșteșugarilor și arabilor, ca o revoltă împotriva Califatului Abbasid. Organizația era o societate secretă cu un sistem comunitar. Comunitatea se susținea singură dintr-un fond creat prin contribuții, reprezentate de impozite. Întemeietorul a ajuns chiar să instituie sistemul comunitar al soțiilor și al proprietății.
Inițierea era necesară pentru a deveni membru, gradele de inițiere amintesc de treptele masoneriei: mai întâi „ascultător”, „ucenic” (mustajib); apoi „autorizat” (ma'zun); în continuare, „propovăduitor” (da'i) și în fine „mărturisitor” (hujja)
În teologie, qarmații au urmărit o educație religioasă metodică, adaptată tuturor confesiunilor, raselor și claselor, recurgând neîncetat la gnosticism. Au invocat sensul lăuntric (batin) al Coranului și-au arătat că ritualurile vizibile (zahir) ascunde același sens lăuntric, ajungând în final la o inițiere filozofică, capabilă să anuleze orice adevăr revelat. Mișcarea qarmațiană a dezvoltat tendințe comuniste, revoluționare, sugerând un extremism al islamului politic. Astfel, considerau legitimă vărsarea de sânge inamic, chiar dacă era vorba de musulmani. Sub conducerea lui Sa'id al-Hasan al-Jannabi, fost misionar qarmațian, au reușit să întemeieze un stat independent (899) pe malul vestic al Golfului Persic, cu capitala la Al–Ahsa . Din capitală, declanșau raiduri sângeroase împotriva teritoriilor vecine, iar în 903 invadează Omanul. Fiul și succesorul său, Abu Tahrir Sulayman, culminează seria atrocităților în anul 930 prin cucerirea Meccăi și furtul Pietrei Negre. Cea mai sacră relicvă a islamului este returnată în 951 la Kaaba, din ordinul califului fatimid al-Mansur, sub pretextul: „Din poruncă am luat-o, la poruncă o dăm înapoi”.

#### Schisma din anul 1094
Ismailiții au suferit a doua schismă majoră în anul 1094. la decesul lui Al-Mustansir, al VIII-lea calif fatimid, succesiunea imamatului său a fost disputată de către cei doi fii: Nizar, moștenitorul desemnat inițial și Al-Musta'li, care a fost instalat în scaunul califal fatimid de către puternicul vizir, al-Afdal. Astfel, „misiunea” și comunitatea ismailită au fost divizate în două ramuri rivale, care vor fi cunoscute sub numele de nizarită și musta'ilită. Comunitățile din Cairo, Egipt, Yemen și vestul Indiei l-au recunoscut ca succesor pe al-Musta'li, în schimb, comunitatea din Persia și regiunile adiacente au recunoscut succesiunea de drept a lui Nizar, care s-a revoltat împotriva fratelui său dar a fost învins și ucis în 1095.

### Nizariții
Nizariții sunt cea de-a treia subsectă a ismailismului șiit, care s-a dezvoltat din susținătorii lui Nizar. Acesta a fost executat într-o închisoare din Cairo iar la conducerea sectei sale a urmat misionarul Hasan-i Sabbah (1056-1124). Hassan era un conducător educat care și-a stabilit fortărețele pe vârfurile munților din Persia și Siria, principala fiind Alamut , din Munții Elburz, în apropierea Mării Caspice. A continuat lupta ismailiților împotriva abbsizilor suniți și s-a remarcat prin asasinarea lor. Atât Hassan cât și succesorii săi au susținut că nizariții au guvernat statul în numele imamilor ascunși.
În 1162, un al doilea misionar, tot cu numele de Hassan, a fost numit liderul nizariților. Sub titlul de imam Hassan a anunțat în timpul lunii Ramadanului (1164) că imamul ascuns i-ar fi anunțat apropierea învierii. Acest eveniment a marcat începutul unei noi ere spirituale în care șaria a fost abolită de către nizariți. Hassan a continuat însușindu-și titlul de imam ascuns și a obligat comunitatea să i se supună doar lui, ignorând șaria. Ordinul a rămas în vigoare până în vremea imamului calif, Jalal ad-Din Hasan, care a declarat că învierea nu era cea din urmă și nizariții trebuie să revină la respectarea șariei. Nizariții au continuat să conducă propriile state în Persia și Siria până la invaziile mongole de la mijlocul sec. al XIII-lea, când comunitățile nizarite au fost fragmentate.. Deși, dezorganizați și lipsiți de o figură centrală care să-i conducă, nizariții au supraviețuit invaziei mongole. Timp de aproape două secole câteva comunități nizarite s-au dezvoltat independent adoptând doctrina sunnită sau sufită pentru a reuși să scape de persecuții. La mijlocul sec al XV-lea imamii nizariți au reapărut în peisajul Persiei centrale reluând misiunile și activitățile literare.
Nizariții și-au elaborat propriile învățături, inițial concentrate în jurul doctrinei șiite -ta'lim a imamului din acea vreme. Ismailiții nizariți provin dintr-o minoritate musulmană progresivă având standarde înalte de viață și de educație, numărul lor se ridică la câteva milioane fiind împrăștiați în peste 25 de țări din Asia, Orientul Mijlociu, Africa, Europa și America de Nord.

### Musta'iliții
Ramura musta'ilită a ismailiților șiiți a continuat în Egipt până la sfârșitul dinastiei fatimide în 1171, când s-a mutat la Yemen și apoi în India. La sfârșitul califatului fatimid, musta'iliții au afirmat că nepotul imamului Al-Musta'li, Tayyib, a devenit imamul ascuns care se va întoarce la un moment dat în viitor. Din acest punct, ismailiții au devenit cunoscuți și sub numele de tayyibiți. În privința doctrinei, tayyibiții au menținut tradiția fatimidă și au păstrat majoritatea textelor din această perioadă. Ei și-au elaborat propriul sistem ezoteric, de gândire religioasă, cu câteva teme escatologice distincte. În prezent numărul lor se ridică la 17.000 în Yemen și încă câteva mii în India.

### Nusayriții
Nusayriții din nordul Siriei constituie o altă sectă ismailită existentă și astăzi. Sunt numiți astfel după Muhammad Ibn-Nusayr, susținător al celui de al XI-lea imam alid. Adepții lui Ibn-Nusayr constituie un exemplu remarcabil de grup care a trecut direct de la păgânism la ismailism. Nusayriții, la fel ca alte secte șiite extreme, și spre deosebire de ismailiți, îl consideră pe 'Ali întruparea divinității. De aici provine denumirea de alawiți.
Spre deosebire de alte secte islamice, au liturghie, și au adoptat o serie de sărbători creștine, precum Paștele sau Crăciunul. Unii dintre ei au preluat nume creștine: Matta (Matei), Yuhanna (Ioan) sau Hilana (Elena). Numărul lor este de aproximativ 300.000, fiind în special țărani localizați în centrul și nordul Siriei până în Cilicia turcă.

## Ismailiții în perioada actuală
Se aproximează că ar fi 15 milioane de ismailiți (în comparație cu 150 milioane de șiiți duodecimani și 1,2 miliarde de musulmani pe întregul mapamond). Înainte de sec. al XIX-lea ismailiții puteau fi localizați în subcontinentul indian, Yemen, Iran, Afganistan și zonele muntoase din Asia Centrală. În sec. al XIX-lea și-au stabilit comunități mercantile în Africa de Est. Astăzi pot fi găsiți în multe țări ale lumii precum: SUA, Marea Britanie și Canada.
Azi, ramurile majore ale ismailismului șiit sunt hoja și buhurii. Grupul hoja își are rădăcinile în secta nizarită a ismailismului, în vreme ce buhurii sunt descendenții musta'iliților. Ambele grupări sunt rezultatul unor activități misionare care au început în vremea dinastiei fatimide din Egipt.

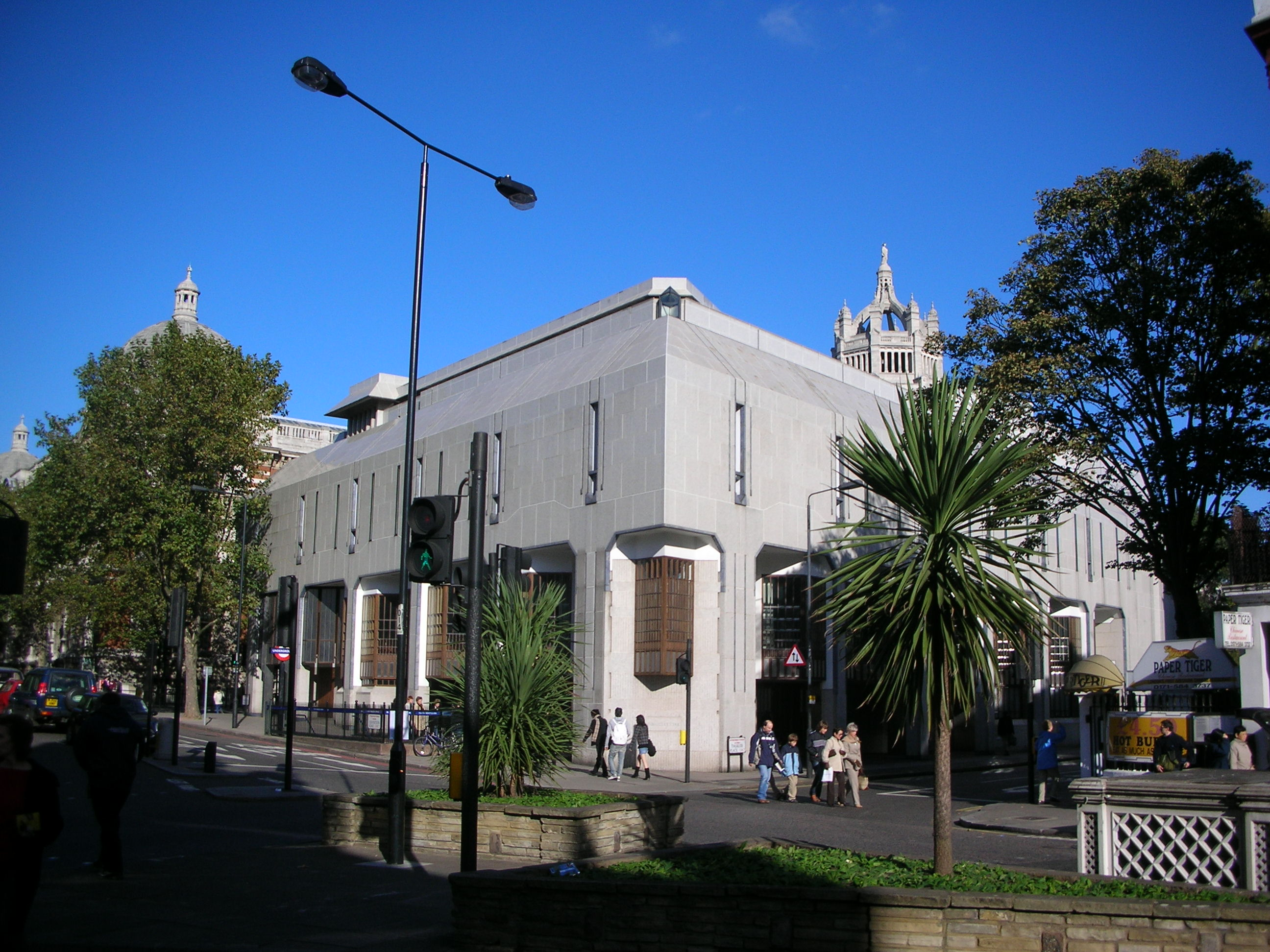
Institutul de Studii Ismailite din Londra

Hoja și buhurii sunt de obicei implicați în afaceri și finanțe. Au tendința de a evita politica, dar susțin educația și bursele. Institutul de Studii Ismailite  din Londra a fost fondat în 1977 de Aga Khan , cu scopul cercetării șiismului. Ambele comunități au susținut proiecte despre conservarea moștenirii arhitecturale islamice adaptând-o pentru a îndeplini nevoile comunităților musulmane de azi. Au contribuit semnificativ, de asemenea, la cauze umanitare.

### Hoja
Hoja este grupul majoritar condus de Aga Khan (Muhammad Șah Ibn Aga Ali), descendent al califilor nizariți, pe care îl numesc „imamul timpurilor” (imam-i zaman). Datorită persecuțiilor, adepții lui Aga Khan au fost nevoiți să adopte un limbaj religios constituit din termeni și concepte din sufism și hinduism. Dumnezeu era cunoscut sub numele de Allah sau Alakh (nume sanscrit), Rahman (cel milostiv) și Ram (echivalentul dumnezeului hindus, Vishnu). Textele religioase sunt jinans, care conțin imnuri sacre, cântate la întrunirile religioase.

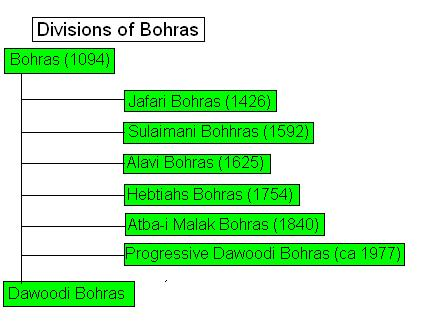
Buhurii - subgrupuri

Aga Khan este un mare senior, fabulos de bogat, care frecventează cercurile mondene, stațiunile estivale și de agrement din Occident. Vizitarea acestui personaj divinizat poate înlocui pelerinajul la Mecca. Simpatia fidelilor se manifestă și prin daruri la fiecare aniversare (echivalentul greutății lui în aur sau pietre prețioase). Suma era donată apoi în scopuri de binefaceri. Aga Khan nu are descendenți pe linie masculină 

### Buhurii
Buhurii susțin imamatul califului al-Musta'li (1094-1100). Ei sunt divizați în subgrupuri, dintre care cel mai numeros, dawudi, numără cca. 130.000 de adepți. 
Buhurii ismailiți provin în special din regiunea Gujarat din India și sunt conduși de un da'i mutlaq („da'i-ul absolut”) care menține contactul cu imamul ascuns. Sediile lor principale se află în Mumbai încă din sec. XIX-lea.

## Doctrina
În sistemul ismailit, ca și în cel pitagoreic numărul șapte era considerat sacru. Septimanii împărțeau evenimentele cosmice și istorice în perioade de câte șapte ani. În cosmogonia lor gnostică, parțial de inspirație neoplatonică, treptele emanației erau șapte: 1. Dumnezeu; 2. intelectul universal (’aql); 3. sufletul universal (nafs); 4.  materia primară; 5. spațiul; 6. timpul; 7. lumea pământeană și omul. Dumnezeu a făurit întreaga creație prin Rațiunea și Sufletul universal. Timpul este divizat în șapte cicluri, care corespund fiecare unei anumite manifestări a divinității. 
Această lume a fost binecuvântată cu șapte profeți legiuitori (sing. nāṭiq-vorbitor): Adam, Noe, Avraam, Moise, Isus ('Isa), Muhammad și Muhammad al Tām, fiul lui Ismail. După fiecare al doilea dintre acești profeți legiuitori se aflau alți șapte profeți tăcuți (sg.ṣāmit), din care primul era „temelia” (asās). Printre profeții tăcuți se numărau Ismael, Aron, Petru și 'Ali. De asemenea, mai există o ierarhie inferioară, ordonată pe grupe de câte 7 sau 12, cuprinzând personalități cu autoritate (sing. ḥuğğa) sau simpli misionari.
Pentru ismailiți, toți credincioșii au nevoie de ta'lim, învățătura aflată mai presus de discuțiile dintre oameni. De aici derivă un alt nume al lor, ta'limiya. Această învățătură, promovată mai ales de Hasan Ibn Sabbah, nu poate, în viziunea lor, să fie propovăduită decât de „Imamul infailibil”, în calitatea lui de emanație a inteligenței divine. În consecință, ei cer adepților, supunerea oarbă față de învățătura imamului ismailit, insistând și mai hotărât decât duodecimanii, cu privire la infailibilitatea lui și la calitățile lui supraomenești. Ismailiții au organizat una dintre cele mai subtile și eficiente mijloace de propagandă din istoria islamului. Din locurile lor de recluziune au început să trimită misionari în întreaga lume islamică pentru a-și prezenta doctrina, cunoscută ca bāṭin (interior, esoteric). Potrivit acesteia, Coranul trebuie interpretat alegoric, căci adevărul se află în sensul esoteric pentru care forma aparentă (ẓāhir) nu este decât un văl menit să acopere adevărul de ochii neinițiaților.

### Procesul de inițiere
Novicele era inițiat, după ce jurase că va păstra secretul, în elementele doctrinei ezoterice, printre care: crearea universului prin emanație divină, transmigrarea sufletelor, imanența divinității în Ismail și viitoarea lui întoarcere ca Mahdi. (Hitti pg.281) Se pare că au existat șapte grade de inițiere și respectiv nouă în vremea fatimizilor. Novicele ajuns în starea de „stabilitate” (ta'sis) se găsește plasat mai sus de orice credință. Ismailiții au fost acuzați de practici imorale și reuniuni indecente de-a lungul timpului. Majoritatea adepților nu depășeau niciodată al treilea grad, marcat printr-un jurământ special (rabt) care îi lega de imamul ismailit. Misionarii și propovăduitorii atingeau rar ultimul grad.